# 新沙万蒂纳
新沙万蒂纳是巴西马托格罗索州的一个市镇。总面积5526.733平方公里，总人口18657人，人口密度3.4人/平方公里。